# 佩圣母村
佩圣母村（法語：Notre-Dame-du-Pé，法語發音：[nɔtʁə dam dy pe]）是法国萨尔特省的一个市镇，属于拉弗莱什区。

## 地理
佩圣母村（47°43'46"N, 0°19'32"W）面积7.75 平方千米，位于法国卢瓦尔河地区大区萨尔特省，该省份为法国西北部内陆省份，北起顺时针与奥恩省、厄尔-卢瓦省、卢瓦-谢尔省、安德尔-卢瓦尔省、曼恩-卢瓦尔省和马耶讷省接壤，是法国大西部的入口，连接卢瓦尔河谷、布列塔尼和巴黎盆地。
与佩圣母村接壤的市镇（或旧市镇、城区）包括：普雷西涅、迪尔塔勒、拉沙佩勒达利涅、萨尔特河畔莫拉讷-多姆赖。

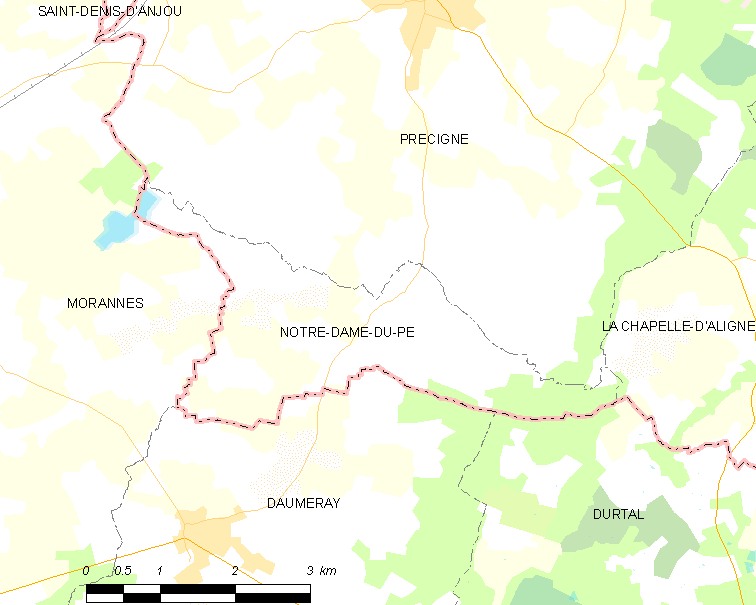
佩圣母村的OSM定位图

佩圣母村的时区为UTC+01:00、UTC+02:00（夏令时）。

## 行政
佩圣母村的邮政编码为72300，INSEE市镇编码为72232。

## 政治
佩圣母村所属的省级选区为萨尔特河畔萨布莱县。

## 人口

1962-2008年间佩圣母村人口变化图示

佩圣母村于2022年1月1日时的人口数量为707人。